# W.A.T.
W.A.T. was een Nederlandse muziekgroep.
W.A.T. (World According To) werd opgericht in 1982. De debuutplaat uit 1983, Defreeze, bevat new wave en synthesizerpop. In dat jaar trad de groep op op het festival Pandora's Music Box in De Doelen in Rotterdam. Verder waren er optredens voor Spleen (VPRO) en tijdens het festival Musiques de Traverses in Reims. Na Defreeze bracht de band nog twee albums uit: We (1985) en Thin Blue notes (1987). In 1988 stopte de band. Ad van Meurs richtte daarna The Watchman op.

## Bezetting
- Ad van Meurs: gitaar, zang
- Ankie Keultjens: toetsen, zang
- Frank van den Nieuwenhof: bas